# Шемпас
Шемпас (словен. Šempas) — поселення в долині річки Віпава в общині Нова Гориця, Регіон Горишка, Словенія. Висота над рівнем моря: 96,9 м.